# مايكل رويزنباوم
مايكل رويزنباوم (بالإنجليزية: Michael Rosenbaum)‏ هو كاتب ومنتج أفلام ومخرج وممثل أمريكي، ولد في 11 يوليو 1972 في الولايات المتحدة. بدأ مشواره المهني سنة 1997.

## أعمال

### أفلام
- (1998) أسطورة شعبية[4]
- (2001) نوفمبر الحلو[5]
- (2003) إسقاط المنزل[6]
- (2011) صيد. 44
- (2017) حراس المجرة 2[7][7]

### مسلسلات
- سمولفيل
- فرقة العدالة
- مراهقو التايتنز

## وصلات خارجية
- مايكل رويزنباوم على موقع IMDb (الإنجليزية)
- مايكل رويزنباوم على موقع روتن توميتوز (الإنجليزية)
- مايكل رويزنباوم على موقع ألو سيني (الفرنسية)
- مايكل رويزنباوم على موقع ميوزك برينز (الإنجليزية)
- مايكل رويزنباوم على موقع أول موفي (الإنجليزية)
- مايكل رويزنباوم على موقع قاعدة بيانات الأفلام السويدية (السويدية)
- مايكل رويزنباوم على موقع إن إن دي بي (الإنجليزية)
- مايكل رويزنباوم على موقع قاعدة بيانات الفيلم (الإنجليزية)
- مايكل رويزنباوم على موقع كينوبويسك (الروسية)